# Tobiasz (Ostroumow)
Tobiasz, imię świeckie: Aleksandr Iljicz Ostroumow, (ur. 13 marca?/25 marca 1884 w Kołomnie, zm. 5 maja 1957 w Permie) – rosyjski biskup prawosławny.

## Życiorys
Był synem kapłana prawosławnego Ilji Ostroumowa i jego żona Jelizawiety Gusiewej, najmłodszym z czworga dzieci (miał trzy starsze siostry). W domu zainteresował się literaturą, filozofią i historią. W 1898 wstąpił do seminarium duchownego w Moskwie. W seminarium uzyskiwał przeciętne oceny, interesował się natomiast malarstwem (pisał ikony) i rzeźbą. Po ukończeniu seminarium w 1905 został nauczycielem w szkole parafialnej w Jewsiejewie. W 1907 ożenił się z Nadieżdą Mitropolską, córką kapłana prawosławnego i nauczycielką. Od 1908 lub 1910 był psalmistą w cerkwi św. Mikołaja w Moskwie-Gołutwinie. W 1908 urodziła się jego pierwsza córka Jelizawieta.
W 1912 lub 1915 ukończył studia archeologiczne. W 1917 urodziła mu się druga córka Sofia. 20 grudnia 1919 został wyświęcony na kapłana i nadal, do 1933, służył w cerkwi w Gołutwinie. Jako duchowny opowiedział się przeciwko ruchowi Żywej Cerkwi, następnie był lojalny wobec locum tenens Patriarchatu Moskiewskiego metropolicie Sergiuszowi. W 1933 władze radzieckie zamknęły cerkiew w Gołutwinie; rodzina Ostroumowych znalazła się w całkowitej nędzy. Córkom duchownego uniemożliwiono dalszą edukację z powodu „nieodpowiedniego pochodzenia”. W roku zamknięcia świątyni św. Mikołaja ks. Ostroumow został duchownym parafii św. Grzegorza w Moskwie-Polance, następnie zaś proboszczem parafii we wsi Troickim k. Istry. Następnie do 1937 służył w cerkwi w Pawszynie. 12 grudnia 1937 został aresztowany, poddany brutalnemu śledztwu i skazany na dziesięć lat więzienia przez trójkę NKWD.
W ramach odbywania kary duchowny pracował przy wyrębie lasu w Wiesiegonsku. 23 kwietnia 1943 został przedterminowo zwolniony z nakazem osiedlenia w Muromie. 2 grudnia tego samego roku zmarła jego żona. Od 1944 był proboszczem parafii Przemienienia Pańskiego w Cikule. 7 grudnia 1944 złożył w Moskwie wieczyste śluby mnisze, przyjmując imię Tobiasz. 10 grudnia tego samego roku miała miejsce jego chirotonia na biskupa swierdłowskiego i czelabińskiego; w charakterze konsekratorów wystąpili metropolita leningradzki i nowogrodzki Aleksy, metropolita kruticki i kołomieński Mikołaj, arcybiskup jarosławski i rostowski Aleksy. Będąc biskupem swierdłowskim, przyłączył do Rosyjskiego Kościoła Prawosławnego wiele dawnych struktur Żywej Cerkwi. Uczestniczył w Soborze Lokalnym Rosyjskiego Kościoła Prawosławnego w 1945. W 1947 jego tytuł uległ zmianie na biskup swierdłowski i irbicki.
Za prowadzoną w latach 1944-1945 zbiórkę funduszy na cele wojskowe w eparchii swierdłowskiej, której efektem było przekazanie armii sumy 15 579 tys. rubli, biskup Tobiasz otrzymał Medal „Za ofiarną pracę w Wielkiej Wojnie Ojczyźnianej 1941–1945”. W 1953 został podniesiony do godności arcybiskupiej.
W czasie Wielkiego Postu w roku 1953 arcybiskup Tobiasz ciężko zachorował i trafił do szpitala. Przed Wielkim Tygodniem zażądał wypisania ze szpitala i mimo przeciwwskazań lekarzy osobiście odprawił nabożeństwa paschalne w soborze w Swierdłowsku.
5 kwietnia 1957 został przeniesiony na katedrę mołotowską i solikamską. Już 26 kwietnia tego samego roku ponownie ciężko zachorował i po tygodniowym pobycie w szpitalu zmarł 5 maja tego samego roku. Został pochowany w Permie, przy soborze Trójcy Świętej, przy grobie biskupa Aleksandra (Tołstopiatowa).